# Liste der Lieder von Take That
Der folgende Artikel listet 147 Songs der englischen Band Take That. Die Popgruppe wurde 1989 als Boygroup gegründet und besteht aus den Gründungsmitgliedern Gary Barlow, Howard Donald, Jason Orange, Mark Owen und Robbie Williams. Nicht alle Mitglieder waren Teil aller Produktionen. Aktuell arbeiten nur Barlow, Donald und Owen als Take That zusammen, Williams konzentriert sich seit 2012 auf Familie und Solokarriere, von 1996 bis 2009 war er ebenfalls nicht Teil der Band. Orange zog sich 2014 aus dem Rampenlicht zurück. Aufgrund der häufig wechselnden Besetzung sind in der folgenden Liste in der Spalte der Komponisten anstelle des Bandnamens (wie er in den Liner Notes der Alben zwischen 2005 und 2014 geführt wurde) stets die einzelnen Namen der jeweils aktiven Mitglieder genannt.
Die Band veröffentlichte bislang acht LPs („Langspiel“-Alben) und zwei EPs (kürzere, ergänzende –„extended“– Alben). Sieben dieser zehn Alben eroberten die Spitze der britischen Charts, außerdem erreichten sie dies mit einem ihrer zwei Kompilationsalben. Hinzu kommen 17 Top-5-Hits und zwölf Nummer-1-Singles. Die beiden erfolgreichsten Lieder der Band sind „Back for Good“ (1996), welches in 40 Ländern den ersten Platz belegte, und „Rule the World“ (2007), welches zwar nur auf Platz 2 der Charts gipfelte, sich jedoch allein in Großbritannien seither über eine Million Mal verkaufen konnte. Weltweit erzielten Take That bislang 56 Nummer-1-Singles und 37 Nummer-1-Alben.
Mit rund 50 Millionen verkauften Tonträgern sind sie unter den weltweit zehn erfolgreichsten Boybands aller Zeiten, erhielten zahlreiche Auszeichnungen für ihre Kompositionen, Performances und spektakulären Live-Shows und einen Eintrag ins Guinnessbuch der Rekorde für die am schnellsten verkauften Konzertkarten (1,3 Millionen Progress-Live-Tickets am ersten Tag). Barlow, der in den 90er-Jahren fast alle Songs der Band im Alleingang schrieb, gilt heute als einer der erfolgreichsten Songwriter in der Geschichte Großbritanniens und wurde bereits sechsmal mit dem Ivor Novello Award ausgezeichnet.
| Titel                          | Mitwirkende Komponisten | Hauptstimme                  | Album                                                | Jahr      | Anmerkungen |
| ------------------------------ | --- | ---------------------------- | ---------------------------------------------------- | --------- | --- |
| 6 in the Morning Fool          | Gary Barlow, Howard Donald, Mark Owen, Jason Orange, Billy Mann                                                                 | Barlow                       | Beautiful World                                      | 2006      | Bonustrack, Alternativtitel „In the Morning Fool“ bzw. „Six in the Morning Fool“ |
| 84                             | Gary Barlow, Howard Donald, Mark Owen, Jason Orange                                                                             | Orange, Owen                 | The Circus (Singles „The Garden“ und „Up All Night“) | 2008      | B-Seite |
| A Million Love Songs           | Gary Barlow | Barlow                       | Take That & Party                                    | 1992      | eines der ersten Werke Barlows, komponiert schon 1986 |
| Adventures of a Lonely Balloon | Gary Barlow, Howard Donald, Mark Owen, Jason Orange                                                                             | instrumental                 | –                                                    | 2009      | Eröffnungsmusik von The Circus Live (instrumental) |
| Affirmation                    | Gary Barlow, Howard Donald, Mark Owen, Jason Orange, Robbie Williams                                                            | Donald                       | Progress                                             | 2010      | [ 9 ] |
| Ain’t No Sense In Love         | Gary Barlow, Howard Donald, Mark Owen, Jason Orange, Billy Mann                                                                 | Barlow                       | Beautiful World                                      | 2006      | [ 10 ] |
| Aliens                         | Gary Barlow, Howard Donald, Jason Orange, Mark Owen, Robbie Williams                                                            | Donald                       | Progressed                                           | 2011      | |
| All I Want Is You              | Gary Barlow | Williams                     | Everything Changes Forever… Greatest Hits            | 1993 2002 | Bonustitel und B-side zur Single „Babe“ |
| All That Matters to Me         | Gary Barlow | Barlow                       | Nobody Else Forever… Greatest Hits                   | 1995 2002 | Bonustitel |
| Amazing                        | Gary Barlow, Howard Donald, Mark Owen, John Shanks                                                                              | Barlow                       | III III – 2015 Edition                               | 2014 2015 | LP-Deluxe-Edition & EP |
| And the Band Plays             | Gary Barlow, Howard Donald, Mark Owen                                                                                           | Barlow                       | Wonderland                                           | 2017      | [ 13 ] |
| Another Crack In My Heart      | Gary Barlow | Barlow                       | Everything Changes                                   | 1993      | [ 14 ] |
| Apache 2006                    | Gary Barlow, Howard Donald, Mark Owen, Jason Orange                                                                             | haupts. instrumental         | –                                                    | 2006      | nur live: Beautiful World Live Tour |
| Babe                           | Gary Barlow | Owen                         | Everything Changes                                   | 1993      | Barlows zweite Nr-1-Single als Songwriter |
| Back for Good                  | Gary Barlow | Barlow                       | Nobody Else                                          | 1995      | Barlows fünfte Nr-1-Single als Songwriter; Nr. 1 in 31 Ländern |
| Beatles Medley                 | Lennon/McCartney (John Lennon, Paul McCartney), Gary Barlow                                                                     | Barlow                       |                                                      |           | Medley aus den Beatles-Liedern „I Want to Hold Your Hand“, „A Hard Day’s Night“ und „She Loves You“; live: u. a. The Ultimate Tour                                                               |
| Beautiful                      | Gary Barlow, Howard Donald, Mark Owen, Jason Orange, Robbie Williams                                                            | Barlow                       | Progressed                                           | 2011      | |
| Beautiful Morning              | Gary Barlow, Howard Donald, Mark Owen, Jason Orange, John Shanks, Ben Mark                                                      | Barlow                       | Beautiful World                                      | 2006      | Bonustrack (Deluxe- und Tour-Edition) und B-side zu „Patience“ (deutsche und australische Version)                                                                                               |
| Beautiful World                | Gary Barlow, Howard Donald, Mark Owen, Jason Orange, Steve Robson                                                               | Donald                       | Beautiful World                                      | 2006      | [ 10 ] |
| Believe                        | Gary Barlow, Howard Donald, Mark Owen, Ben Mark, Jamie Norton                                                                   | Owen                         | III III – 2015 Edition                               | 2014 2015 | LP-Deluxe-Edition & EP |
| Bird In Your Hand              | Gary Barlow, Howard Donald, Mark Owen, Ben Mark, Jamie Norton                                                                   | Barlow, Donald, Owen         | III – 2015 Edition                                   | 2015      | [ 13 ] |
| Broken Your Heart              | Gary Barlow | Broken                       | Everything Changes                                   | 1993      | [ 20 ] |
| Butterfly                      | Gary Barlow, Howard Donald, Mark Owen, Jason Orange, John Shanks                                                                | Barlow                       | Beautiful World                                      | 2006      | Bonustrack |
| Carry Me Home                  | Gary Barlow, Howard Donald, Mark Owen, Ben Mark, Jamie Norton                                                                   | Barlow, Owen                 | III – 2015 Edition                                   | 2015      | [ 13 ] |
| The Circus                     | Gary Barlow, Howard Donald, Mark Owen, Jason Orange                                                                             | Barlow                       | The Circus                                           | 2008      | [ 22 ] |
| Come On Love                   | Gary Barlow, Howard Donald, Mark Owen                                                                                           | Barlow                       | Wonderland                                           | 2017      | dritter Bonus-Titel der Limited Deluxe Edition |
| Could It Be Magic              | Barry Manilow, Frédéric Chopin (nur Musik), Adrienne Anderson (nur Text)                                                        | Barlow                       | Take That & Party                                    | 1992      | |
| Cry                            | Gary Barlow, Howard Donald, Mark Owen, Cameron Edwards, Joseph Lenzie, Matt Furmidge, Chiara Hunter, Dominic Liu, Sean McDonagh | Barlow                       | ursprünglich nur Single später Wonderland            | 2016 2017 | Kollaboration: SIGMA ft. Take That vierter Bonus-Titel der Limited Deluxe Edition von Wonderland                                                                                                 |
| The Day After Tomorrow         | Gary Barlow | Owen                         | Nobody Else                                          | 1995      | [ 24 ] |
| The Day The Work Is Done       | Gary Barlow, Howard Donald, Mark Owen, Jason Orange, Robbie Williams                                                            | Barlow, Owen                 | Progressed                                           | 2011      | [ 25 ] |
| Do It All For Love             | Gary Barlow, Howard Donald, Mark Owen, John Shanks                                                                              | Owen                         | III III – 2015 Edition                               | 2014 2015 | LP-Deluxe-Edition & EP |
| Do What U Like                 | Gary Barlow, Ray Hedges | Barlow                       | Take That & Party                                    | 1992      | [ 26 ] |
| Don’t Give Up On Me            | Gary Barlow, Howard Donald, Mark Owen                                                                                           | Barlow                       | Wonderland                                           | 2017      | erster Bonus-Titel der Limited Deluxe Edition |
| Don’t Say Goodbye              | Gary Barlow, Howard Donald, Mark Owen, Jason Orange, Robbie Williams                                                            | Barlow                       | Progressed                                           | 2011      | [ 27 ] |
| Don’t Take Your Love           | Gary Barlow | Barlow                       | Forever… Greatest Hits                               | 2002      | [ 11 ] |
| Eight Letters                  | Gary Barlow, Howard Donald, Mark Owen, Jason Orange, Robbie Williams                                                            | Barlow                       | Progress                                             | 2010      | [ 28 ] |
| Every Guy                      | Gary Barlow | Barlow                       | Nobody Else                                          | 1995      | [ 24 ] |
| Every Revolution               | Gary Barlow, Howard Donald, Mark Owen, Ben Mark, Jamie Norton                                                                   | Donald                       | Wonderland                                           | 2017      | [ 13 ] |
| Everything Changes             | Gary Barlow, Eliot Kennedy, Mike Ward, Cary Baylis                                                                              | Williams                     | Everything Changes                                   | 1993      | Barlows vierte Nr-1-Single als Songwriter |
| Fall Down At Your Feet         | Gary Barlow, Howard Donald, Mark Owen                                                                                           | Barlow                       | III                                                  | 2014      | Google Play Limited Edition |
| Flaws                          | Gary Barlow, Howard Donald, Mark Owen                                                                                           | Barlow                       | III III – 2015 Edition                               | 2014 2015 | [ 13 ] |
| The Flood                      | Gary Barlow, Howard Donald, Mark Owen, Jason Orange, Robbie Williams                                                            | Barlow, Williams             | Progress                                             | 2010      | [ 30 ] |
| Flowerbed                      | Gary Barlow, Howard Donald, Mark Owen, Jason Orange, Robbie Williams                                                            | Orange                       | Progress                                             | 2010      | [ 31 ] |
| Freeze                         | Gary Barlow, Howard Donald, Mark Owen                                                                                           | Barlow                       | III III – 2015 Edition                               | 2014 2015 | [ 13 ] |
| The Garden                     | Gary Barlow, Howard Donald, Mark Owen, Jason Orange                                                                             | Barlow, Donald, Orange, Owen | The Circus                                           | 2008      | [ 22 ] |
| Get Ready For It               | Gary Barlow, Howard Donald, Mark Owen, Steve Robson                                                                             | Barlow                       | III III – 2015 Edition                               | 2014 2015 | [ 13 ] |
| Giants                         | Gary Barlow, Howard Donald, Mark Owen, Ben Mark, Jamie Norton                                                                   | Barlow                       | Wonderland                                           | 2017      | erste Singleauskopplung |
| Give Good Feeling              | Gary Barlow | Barlow                       | Take That & Party                                    | 1992      | [ 32 ] |
| Give You My Love               | Gary Barlow, Howard Donald, Mark Owen                                                                                           | Donald                       | III III – 2015 Edition                               | 2014 2015 | [ 13 ] |
| Greatest Day                   | Gary Barlow, Howard Donald, Mark Owen, Jason Orange                                                                             | Barlow                       | The Circus                                           | 2008      | Barlows neunte Nr-1-Single als Songwriter |
| Guess Who Tasted Love          | Gary Barlow | Barlow                       | Take That & Party                                    | 1992      | Bonustrack |
| Hanging Onto Your Love         | Gary Barlow, David Morales | Barlow                       | Nobody Else                                          | 1995      | Bonustrack in der UK-Version |
| Happy Now                      | Gary Barlow, Howard Donald, Mark Owen, Jason Orange, Robbie Williams                                                            | Donald, Williams             | Progress                                             | 2011      | [ 35 ] |
| Hate It                        | Gary Barlow | Barlow                       | Nobody Else                                          | 1995      | Bonustrack in der UK-Version |
| Hello                          | Gary Barlow, Howard Donald, Mark Owen, Jason Orange, Steve Robson                                                               | Owen                         | The Circus                                           | 2008      | [ 22 ] |
| Here                           | Gary Barlow, Howard Donald, Mark Owen, Jason Orange, Olly Knights, Gail Paridjanian                                             | Donald                       | The Circus                                           | 2008      | [ 37 ] |
| Hey Boy                        | Gary Barlow, Howard Donald, Mark Owen                                                                                           | Barlow, Owen                 | III – 2015 Edition                                   | 2015      | [ 13 ] |
| Higher Than Higher             | Gary Barlow, Howard Donald, Mark Owen, Mattias Larsson, Robin Fredriksson, Joe Janiak                                           | Barlow                       | III III – 2015 Edition                               | 2014 2015 | [ 13 ] |
| Hold On                        | Gary Barlow, Howard Donald, Mark Owen, Jason Orange, John Shanks                                                                | Owen                         | Beautiful World                                      | 2006      | [ 10 ] |
| Hold Up a Light                | Gary Barlow, Howard Donald, Mark Owen, Jason Orange, Ben Mark, Jamie Norton                                                     | Owen                         | The Circus                                           | 2008      | [ 22 ] |
| Holding Back the Tears         | Gary Barlow | Barlow                       | Nobody Else                                          | 1995      | [ 24 ] |
| Hope                           | Gary Barlow, Howard Donald, Mark Owen, Tom Baxter                                                                               | Barlow                       | Wonderland                                           | 2017      | [ 13 ] |
| How Can It Be                  | Gary Barlow | Barlow                       | Take That & Party                                    | 1992      | Bonustrack |
| How Deep Is Your Love?         | Barry Gibb, Robin Gibb, Maurice Gibb                                                                                            | Barlow                       | Greatest Hits                                        | 1996      | erste und einzige Single des Best-Of-Albums; erste Single ohne Williams; letzte Single der Band vor der Auflösung                                                                                |
| How Did It Come To This?       | Gary Barlow, Howard Donald, Mark Owen, Jason Orange, Ben Mark, Jamie Norton                                                     | Orange                       | The Circus                                           | 2008      | [ 22 ] |
| I Can Make It                  | Gary Barlow | Barlow                       | Take That & Party                                    | 1992      | [ 38 ] |
| I Found Heaven                 | Billy Griffin, Ian Levine | Williams                     | Take That & Party                                    | 1992      | |
| I Like It                      | Gary Barlow, Howard Donald, Mark Owen, John Shanks                                                                              | Barlow, Donald, Owen         | III III – 2015 Edition                               | 2014 2015 | [ 13 ] |
| I’d Wait for Life              | Gary Barlow, Howard Donald, Mark Owen, Jason Orange                                                                             | Barlow                       | Beautiful World                                      | 2006      | [ 10 ] |
| If It’s Not Love               | Gary Barlow, Howard Donald, Mark Owen                                                                                           | Barlow                       | III                                                  | 2014      | Google Play Limited Edition |
| If This Is Love                | Howard Donald, Dave James | Donald                       | Everything Changes                                   | 1993      | |
| If You Want It                 | Gary Barlow, Howard Donald, Mark Owen, Greg Kurstin                                                                             | Barlow                       | III III – 2015 Edition                               | 2014 2015 | [ 13 ] |
| I’m Out                        | Gary Barlow, Billy Griffin, Ian Levine                                                                                          | Barlow                       | Take That & Party (Single „It Only Takes a Minute“)  | 1992      | B-Seite |
| Into the Wild                  | Gary Barlow, Howard Donald, Mark Owen, Gary Go, John Martin                                                                     | Owen                         | III III – 2015 Edition                               | 2014 2015 | [ 13 ] |
| It Only Takes a Minute         | Dennis Lambert, Brian Potter | Barlow                       | Take That & Party                                    | 1992      | Cover: urspr. eingesungen und veröffentlicht von Tavares |
| It’s All For You               | Gary Barlow, Howard Donald, Mark Owen                                                                                           | Barlow                       | Wonderland                                           | 2017      | [ 13 ] |
| Julie                          | Gary Barlow, Howard Donald, Mark Owen, Jason Orange, Steve Robson                                                               | Owen                         | The Circus                                           | 2008      | [ 22 ] |
| Kidz                           | Gary Barlow, Howard Donald, Mark Owen, Jason Orange, Robbie Williams                                                            | Barlow, Owen                 | Progress                                             | 2010      | [ 39 ] |
| Lady Tonight                   | Gary Barlow | Barlow, Williams             | Nobody Else                                          | 1995      | Bonustrack in der UK-Version |
| The Last Poet                  | Gary Barlow, Howard Donald, Mark Owen                                                                                           | Barlow                       | Wonderland                                           | 2017      | [ 13 ] |
| Let In the Sun                 | Gary Barlow, Howard Donald, Mark Owen, Gary Go, Edvard Førre Erfjord, Cass Lowe, Henrik Barman Michelsen                        | Barlow, Donald               | III III – 2015 Edition                               | 2014 2015 | [ 13 ] |
| Let it Rain                    | Gary Barlow, Howard Donald, Mark Owen, Jason Orange                                                                             | Donald                       | –                                                    | 2006      | nur live: The Ultimate Tour |
| Like I Never Loved You at All  | Gary Barlow, Howard Donald, Mark Owen, Jason Orange, John Shanks                                                                | Barlow                       | Beautiful World                                      | 2006      | [ 10 ] |
| Love Ain’t Here Anymore        | Gary Barlow | Barlow                       | Everything Changes                                   | 1993      | [ 42 ] |
| Love Love                      | Gary Barlow, Howard Donald, Mark Owen, Jason Orange, Robbie Williams                                                            | Barlow, Owen                 | Progressed                                           | 2011      | [ 43 ] |
| LoveLife                       | Gary Barlow, Howard Donald, Mark Owen, Ben Mark, Jamie Norton                                                                   | Owen                         | III III – 2015 Edition                               | 2014 2015 | [ 13 ] |
| Loving Or Leaving              | Gary Barlow, Howard Donald, Mark Owen                                                                                           | Barlow                       | Wonderland (Single „Giants“)                         | 2017      | B-Seite |
| Lucky Stars                    | Gary Barlow, Howard Donald, Mark Owen, Simon Strömstedt, Noel Svahn                                                             | Owen, Donald, Barlow         | Wonderland                                           | 2017      | [ 13 ] |
| Man                            | Gary Barlow, Howard Donald, Mark Owen, Jason Orange, Robbie Williams                                                            | Barlow, Owen                 | Progressed                                           | 2011      | [ 44 ] |
| Mancunian Way                  | Gary Barlow, Howard Donald, Jason Orange, Mark Owen, Eg White                                                                   | Donald                       | Beautiful World                                      | 2006      | [ 10 ] |
| Meaning Of Love                | Gary Barlow | Barlow                       | Everything Changes                                   | 1993      | [ 45 ] |
| Never Forget                   | Gary Barlow | Donald                       | Nobody Else                                          | 1995      | Barlows sechste Nr-1-Single als Songwriter |
| Never Want To Let You Go       | Gary Barlow | Barlow                       | Take That & Party                                    | 1992      | [ 46 ] |
| New Day                        | Gary Barlow, Howard Donald, Mark Owen, Simon Strömstedt                                                                         | Barlow                       | Wonderland                                           | 2017      | zweite Singleauskopplung |
| No Si Aqui No Hay Amor         | Gary Barlow | Barlow                       | Forever… Greatest Hits                               | 2002      | [ 11 ] |
| Nobody Else                    | Gary Barlow | Barlow                       | Nobody Else                                          | 1995      | [ 24 ] |
| Once You’ve Tasted Love        | Gary Barlow | Barlow                       | Take That & Party                                    | 1992      | [ 47 ] |
| Out Of Our Heads               | Gary Barlow, Howard Donald, Mark Owen                                                                                           | Barlow                       | Odyssey                                              | 2018      | 2. Single des Albums zum 30. Bandjubiläum |
| Patience                       | Gary Barlow, Howard Donald, Jason Orange, Mark Owen, John Shanks                                                                | Barlow                       | Beautiful World                                      | 2006      | Barlows siebte Nr-1-Single als Songwriter |
| Portrait                       | Gary Barlow, Howard Donald, Mark Owen                                                                                           | Barlow                       | III III – 2015 Edition                               | 2014 2015 | [ 13 ] |
| Pray                           | Gary Barlow | Barlow                       | Everything Changes                                   | 1993      | Barlows erste Nr-1-Single als Songwriter |
| Pray (Odyssey version)         | Gary Barlow, Howard Donald, Mark Owen                                                                                           | Barlow                       | Odyssey                                              | 2018      | Neuaufnahme des ersten Nr-1-Hits der Band mit abgewandeltem Arrangement; 1. Single des Albums zum 30. Bandjubiläum                                                                               |
| Pretty Things                  | Gary Barlow, Howard Donald, Jason Orange, Mark Owen, Robbie Williams                                                            | Barlow, Williams             | Progress                                             | 2010      | [ 50 ] |
| Promises                       | Gary Barlow, Graham Stack | Barlow                       | Take That & Party                                    | 1992      | [ 51 ] |
| Rain Song                      | Gary Barlow, Howard Donald, Jason Orange, Mark Owen                                                                             | Donald                       |                                                      |           | [ 52 ] |
| Reach Out                      | Gary Barlow, Howard Donald, Jason Orange, Mark Owen, John Shanks                                                                | Barlow                       | Beautiful World                                      | 2006      | [ 10 ] |
| Relight My Fire                | Dan Hartman | Barlow; feat. Lulu           | Everything Changes                                   | 1993      | Cover: urspr. eingesungen und veröffentlicht von Dan Hartman; Take Thats einziger Song mit featured artist („Cry“, 2016, war eine SIGMA-Veröffentlichung, Take That waren hier featuring artist) |
| River                          | Gary Barlow, Howard Donald, Mark Owen, Ben Mark, Jamie Norton                                                                   | Owen                         | Wonderland                                           | 2017      | [ 13 ] |
| Rocket Ship                    | Gary Barlow, Howard Donald, Jason Orange, Mark Owen, Robbie Williams                                                            | Barlow                       | Progress (Single „Kidz“)                             | 2011      | B-Seite |
| Rule the World                 | Gary Barlow, Howard Donald, Jason Orange, Mark Owen                                                                             | Barlow                       | Beautiful World                                      | 2006      | Bonustrack |
| Said It All                    | Gary Barlow, Howard Donald, Jason Orange, Mark Owen, Steve Robson                                                               | Barlow, Owen                 | The Circus                                           | 2008      | [ 22 ] |
| Satisfied                      | Gary Barlow | Barlow                       | Take That & Party                                    | 1992      | [ 55 ] |
| Shame                          | Gary Barlow, Robbie Williams | Barlow, Williams             | In and Out of Consciousness: Greatest Hits 1990–2010 | 2010      | [ 56 ] |
| She Said                       | Gary Barlow, Howard Donald, Jason Orange, Mark Owen, Ben Mark, Jamie Norton                                                     | Barlow                       | The Circus                                           | 2008      | [ 22 ] |
| Shine                          | Gary Barlow, Howard Donald, Jason Orange, Mark Owen, Steve Robson                                                               | Owen                         | Beautiful World                                      | 2006      | Barlows achte Nr-1-Single als Songwriter |
| Sleepwalking                   | Gary Barlow, Howard Donald, Jason Orange, Mark Owen                                                                             | Barlow                       | The Circus                                           | 2008      | Bonustrack der Limited Deluxe Edition und B-side der Single „Greatest Day“ |
| SOS                            | Gary Barlow, Howard Donald, Jason Orange, Mark Owen, Robbie Williams                                                            | Owen, Williams               | Progress                                             | 2010      | [ 57 ] |
| Stay Together                  | Gary Barlow, Howard Donald, Jason Orange, Mark Owen, John Shanks                                                                | Owen                         | Beautiful World (Single „Rule the World“)            | 2007      | B-Seite |
| Still Can’t Get Over You       | Gary Barlow | Barlow                       | Forever… Greatest Hits                               | 2002      | [ 11 ] |
| Sunday to Saturday             | Gary Barlow, Howard Donald, Mark Owen                                                                                           | Barlow                       | Forever… Greatest Hits                               | 2002      | [ 59 ] |
| Sure                           | Gary Barlow, Robbie Williams, Mark Owen                                                                                         | Barlow                       | Nobody Else                                          | 1995      | Barlows dritte Nr-1-Single als Songwriter |
| Superstar                      | Gary Barlow, Howard Donald, Mark Owen                                                                                           | Owen                         | Wonderland                                           | 2017      | [ 13 ] |
| Take That and Party            | Gary Barlow, Ray Hedges | Barlow                       | Take That & Party                                    | 1992      | [ 61 ] |
| These Days                     | Gary Barlow, Howard Donald, Mark Owen, Ben Mark, Jamie Norton                                                                   | Barlow, Donald, Owen         | III III – 2015 Edition                               | 2014 2015 | [ 13 ] |
| Throwing Stones                | Gary Barlow, Howard Donald, Jason Orange, Mark Owen, Milton McDonald                                                            | Owen                         | The Circus (Single „Said It All“)                    | 2008      | B-side |
| Today I’ve Lost You            | Gary Barlow | Barlow                       | Forever… Greatest Hits                               | 2002      | [ 63 ] |
| Trouble With Me                | Gary Barlow, Howard Donald, Jason Orange, Mark Owen, John Shanks                                                                | Barlow                       | Beautiful World (Single „Patience“)                  | 2006      | B-Seite der deutschen und australischen Version |
| Underground Machine            | Gary Barlow, Howard Donald, Jason Orange, Mark Owen, Robbie Williams                                                            | Williams                     | Progress                                             | 2010      | [ 65 ] |
| Up                             | Gary Barlow, Howard Donald, Mark Owen, Ben Mark, Jamie Norton                                                                   | Owen                         | Wonderland                                           | 2017      | zweiter Bonus-Titel der Limited Deluxe Edition |
| Up All Night                   | Gary Barlow, Howard Donald, Jason Orange, Mark Owen, Ben Mark, Jamie Norton                                                     | Owen                         | The Circus                                           | 2008      | [ 22 ] |
| Wait                           | Gary Barlow, Howard Donald, Jason Orange, Mark Owen, Robbie Williams                                                            | Barlow, Williams             | Progress                                             | 2010      | [ 66 ] |
| Waiting Around                 | Gary Barlow | Barlow                       | Take That & Party                                    | 1992      | Bonustrack |
| Wasting My Time                | Gary Barlow | Barlow                       | Everything Changes                                   | 1993      | [ 67 ] |
| We All Fall Down               | Gary Barlow, Howard Donald, Jason Orange, Mark Owen, Steve Robson                                                               | Owen                         | Beautiful World                                      | 2006 2007 | Bonustrack und B-side zu „I’d Wait For Life“ und „Reach Out“ |
| We Love To Entertain You       | Gary Barlow, Howard Donald, Jason Orange, Mark Owen, John Shanks                                                                | Barlow                       | Beautiful World (Single „Shine“)                     | 2007      | B-Seite |
| What Do You Want From Me?      | Gary Barlow, Howard Donald, Jason Orange, Mark Owen, Robbie Williams                                                            | Owen                         | Progress                                             | 2010      | [ 70 ] |
| What Is Love?                  | Gary Barlow, Howard Donald, Jason Orange, Mark Owen                                                                             | Donald                       | The Circus                                           | 2008      | [ 22 ] |
| What You Believe In            | Gary Barlow, Howard Donald, Jason Orange, Mark Owen, Anders Bagge                                                               | Owen                         | Beautiful World                                      | 2006      | [ 10 ] |
| Whatever You Do to Me          | Gary Barlow | Barlow                       | Everything Changes                                   | 1993      | [ 71 ] |
| When We Were Young             | Gary Barlow, Howard Donald, Jason Orange, Mark Owen, Robbie Williams                                                            | Barlow, Williams             | Progressed                                           | 2011      | |
| Why Can’t I Wake Up with You   | Gary Barlow | Barlow                       | Take That & Party Everything Changes                 | 1992 1993 | [ 72 ] |
| Will You Be There For Me       | Gary Barlow, Howard Donald, Mark Owen                                                                                           | Barlow                       | III – 2015 Edition                                   | 2015      | [ 13 ] |
| Wonderful World                | Gary Barlow, Howard Donald, Jason Orange, Mark Owen, Robbie Williams                                                            | Owen                         | Progressed                                           | 2011      | |
| Wonderland                     | Gary Barlow, Howard Donald, Mark Owen, Ben Mark, Jamie Norton                                                                   | Barlow                       | Wonderland                                           | 2017      | [ 13 ] |
| Wooden Boat                    | Gary Barlow, Howard Donald, Jason Orange, Mark Owen, John Shanks, Billy Mann                                                    | Orange                       | Beautiful World                                      | 2006      | [ 10 ] |
| You                            | Gary Barlow, Howard Donald, Jason Orange, Mark Owen                                                                             | Barlow                       | The Circus                                           | 2008      | [ 22 ] |
| You Are the One                | Gary Barlow | Barlow                       | Everything Changes                                   | 1993      | [ 73 ] |